# Anteprojeto de Theodoro Figueira de Almeida para a construção de Brasília
O anteprojeto de Theodoro Figueira de Almeida para a construção de Brasília foi elaborado no ano de 1929, pelo historiador Theodoro Figueira de Almeida.
O projeto de Almeida foi idealizado com base nas comemorações dos cem anos do Instituto Histórico e Geográfico do Brasil e publicado no jornal A Ordem da cidade do Rio de Janeiro, intitulado "Brasília, a cidade histórica da América" e a idealizando em um formato de tartaruga. Apesar de não ter criado o nome, foi o primeiro anteprojeto a usar o nome Brasília para se referir a nova capital, e as ruas, avenidas e praças seriam nomeadas com base em eventos históricos do país até então.
O seu projeto se baseava em um esboço quadriculado com grandes avenidas, grandes alamedas e grandes praças, com destino final em uma Praça da República no centro da cidade.